# گوارناها
گوارناها (به اسپانیایی: Guarenas) یک منطقهٔ مسکونی در ونزوئلا است که در  Plaza  واقع شده‌است. گوارناها ۱۴۲ کیلومتر مربع مساحت و ۲۰۰٬۴۱۷ نفر جمعیت دارد و ۳۷۴ متر بالاتر از سطح دریا واقع شده‌است.